# Mosquée Huaisheng
La Mosquée Huaisheng (chinois : 怀圣寺 ; pinyin : huáishèngsì) est une mosquée hui de Canton, dans la province du Guangdong, au sud de la République populaire de Chine. Selon un manuscrit de 1206, elle aurait été fondée par  Sa`d ibn Abi Waqqas, un proche du prophète Mahomet,,.
Chose peu habituelle en Chine, elle possède un minaret haut de 36 mètres. Elle aurait été reconstruite au cours du XIVe siècle, sous le règne de Togoontomor (ou Zhizheng, 1341 — 1368) de la dynastie Yuan (618-626) et en 1695, sous le règne de Kangxi (1661 — 1722) de la dynastie Qing. Cela en fait la plus ancienne mosquée encore debout en Chine. 

## Galerie

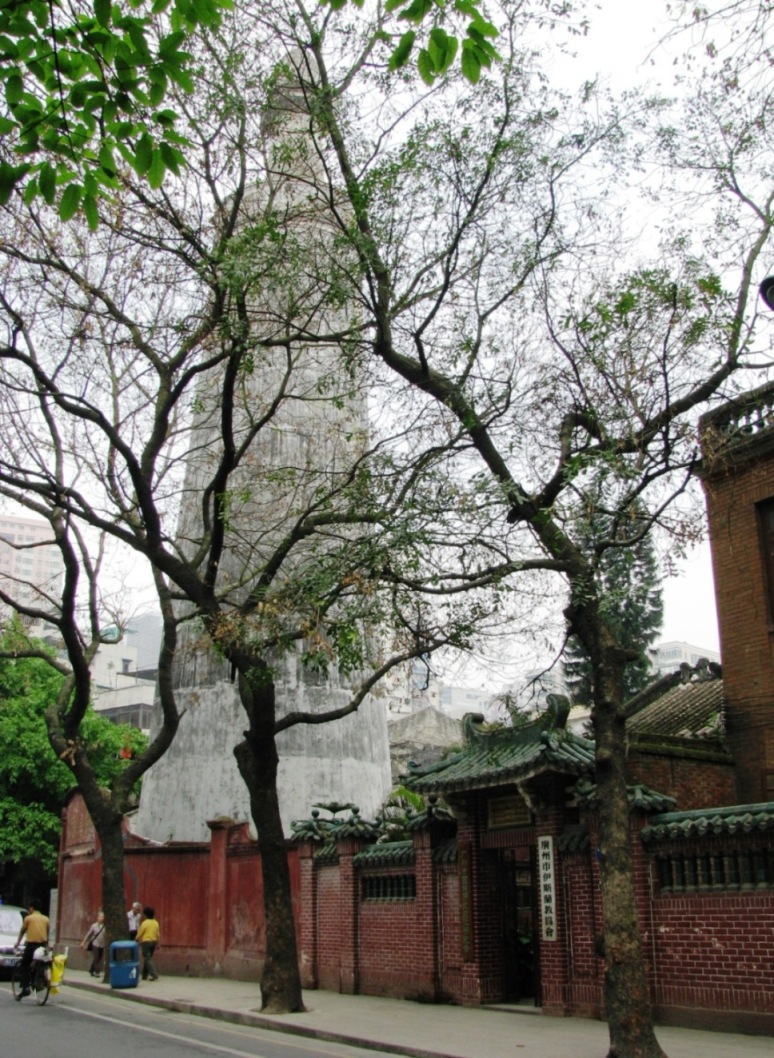
Mosquée Huaisheng et son minaret depuis la rue
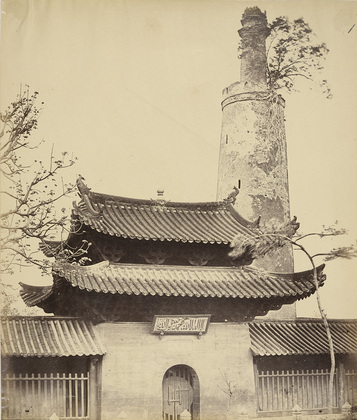
Mosquée Huaisheng et le Minaret Guangta, 1860
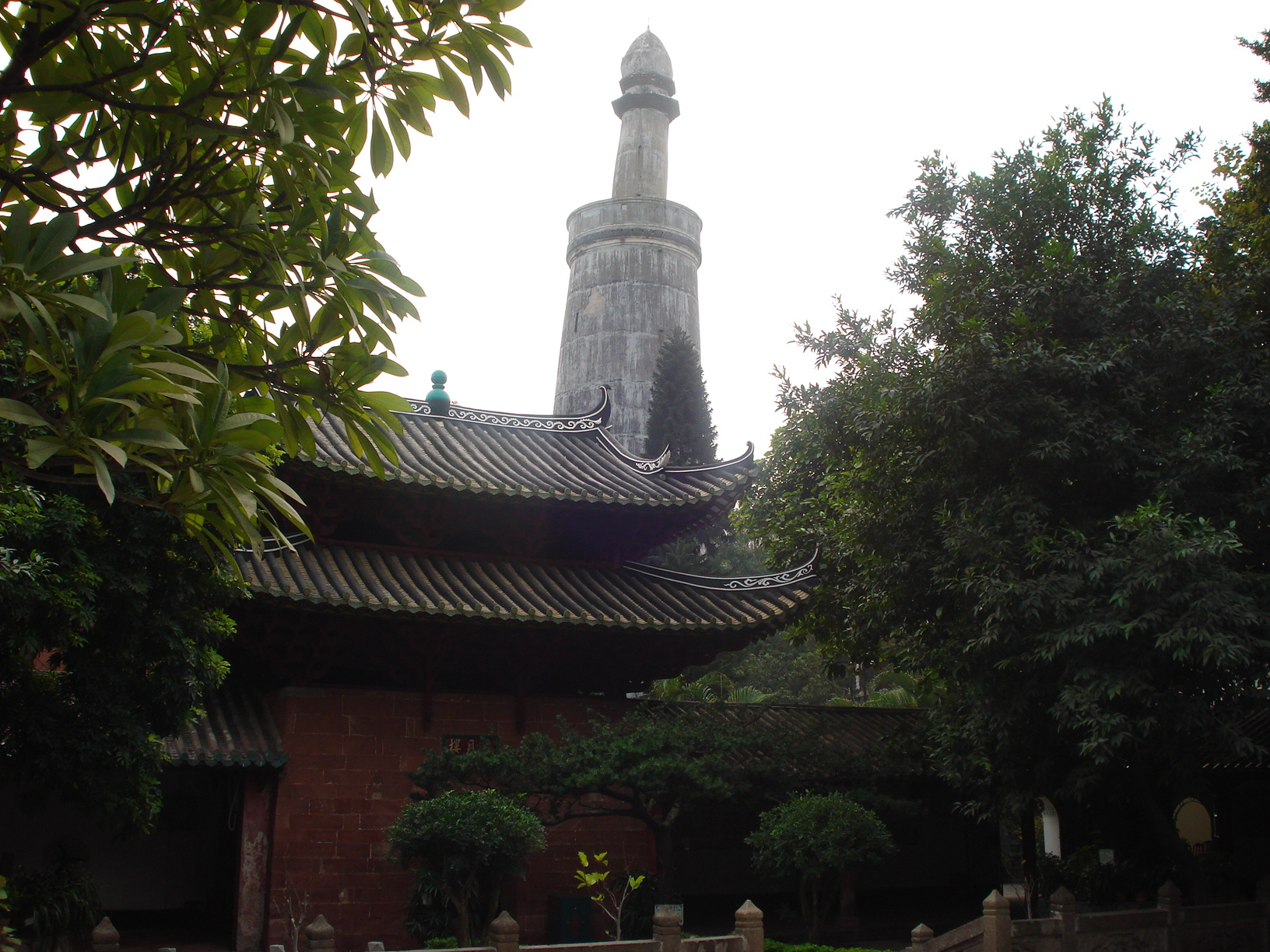
Mosquée Huaisheng et son minaret